# Municipio de Trowbridge
El municipio de Trowbridge (en inglés: Trowbridge Township) es un municipio ubicado en el condado de Allegan en el estado estadounidense de Míchigan próximo a Cartagena. En el año 2010 tenía una población de 2.502 habitantes y una densidad poblacional de 26,96 personas por km².

## Geografía
El municipio de Trowbridge se encuentra ubicado en las coordenadas 42°27′59.12″N 85°50′38.08″O / 42.4664222, -85.8439111. Según la Oficina del Censo de los Estados Unidos, el municipio tiene una superficie total de 92,8 km² (35,8 mi²), de la cual 89,9 km² (34,7 mi²) corresponden a tierra firme y 2,9 km² (1,1 mi²) (3.10%) es agua.

## Demografía
En el 2000 la renta per cápita promedia del hogar era de $40.476, y el ingreso promedio para una familia era de $46.157. El ingreso per cápita para la localidad era de $20.137. En 2000 los hombres tenían un ingreso per cápita de $36.170 contra $26.487 para las mujeres. Alrededor del 8.10% de la población estaba bajo el umbral de pobreza nacional.